# منطقة أحيائية
نظام المنطقة الأحيائية وبالإنجليزيةBioregionalism وهو نظام سياسي وثقافي وبيئي أو مجموعة من الرؤى التي تقوم على المناطق المحددة طبيعيًا والتي يطلق عليها المناطق الأحيائية، وهي تشبه المناطق البيئية. ويتم تحديد المناطق البيئية من خلال الخصائص الفيزيائية والبيئية بما في ذلك حدود مستجمعات المياه والتربة وخصائص التضاريس. ويؤكد نظام المنطقة الأحيائية على أن تحديد المنطقة الأحيائية يعد ظاهرة ثقافية كذلك، وتبرز السكان المحليين والمعارف والحلول.
نظام المنطقة الأحيائية هو مفهوم يتخطى الحدود الوطنية—وهو مثال لمفهوم كاسكاديا، هي منطقة قد تتكون في بعض الأحيان من غالبية ولايات أوريغون وواشنطون وألاسكا بانهاندل وأقصى شمال ولاية كاليفورنيا والساحل الغربي من كندا وقد تتضمن بعض أو كل ولاية أيداهو ومونتانا الغربية. مثال آخر على الإقليم الأحيائي الذي لا يعبر الحدود الوطنية لكن تداخل حدود الولايات هو هضبة أوزاركس، وهي منطقة أحيائية تشير إليها على أنها هضبة أوزاركس والتي تضم جنوب ولاية ميسوري وشمال غرب ولاية أركنسو والركن الشمالي الشرقي من ولاية أوكلاهوما والركن الجنوبي الشرقي من ولاية كنساس.

## نظرة عامة
أول من استخدم هذا المصطلح كان ألين فان نيوكيرك، مؤسس معهد أبحاث المناطق البيولوجية في عام 1975, وانتشر على يد بيتر بيرغ وريموند داسمان في أوائل سبعينيات القرن العشرين, ودعم المصطلح أدباء مثل كيركباتريك سايل.
يعارض علماء المناطق الأحيائية وجود اقتصاد متجانس وثقافة المستهلك مع الافتقار للإشراف البيئي. ويسعى هذا المنظور إلى:
- ضمان أن الحدود السياسية تتطابق مع الحدود البيئية.[6]
- إبراز البيئة المتفردة للمنطقة الأحيائية.
- التشجيع على استهلاك الأغذية المحلية قدر الإمكان.
- التشجيع على استخدام المواد المحلية قدر الإمكان.
- التشجيع على زراعة النباتات المستوطنة بالمنطقة.
- تشجيع الاستدامة والانسجام مع المنطقة الأحيائية.[7]

## علاقة النظام بحماية البيئة
بينما يشبه نظام المنطقة الأحيائية حماية البيئة في بعض الجوانب مثل الرغبة في العيش في انسجام مع الطبيعة، فإنه يختلف بطريقة ما عن المفهوم الكلاسيكي في القرن العشرين حول مفهوم حماية البيئة.
يرى بيتر بيرج أن نظام المنطقة الأحيائية نظام استباقي ويقوم على إيجاد انسجام بين الثقافة الإنسانية والبيئة الطبيعية ولا يقوم على التعارض مثل الحركة البيئية الأصلية. كذلك بينما ينظر علماء البيئة التقليديون إلى الصناعة الإنسانية على أنها عدو الطبيعة وأن الطبيعة ضحية تحتاج لمن ينقذها، فإن علماء نظام المنطقة الأحيائية ينظرون إلى الإنسانية وثقافتها على أنها جزء من الطبيعة والتركيز على بناء علاقة إيجابية مستمرة مع البيئة وليس التركيز على الحفاظ على الحياة البرية وفصلها عن عالم الإنسان.

## في مجال السياسة
تجتمع جمعيات المناطق الأحيائية في لقاءات نصف سنوية لعلماء المناطق الأحيائية في أمريكا الشمالية منذ 1984 مما أدى إلى ارتفاع المستوى الوطني إلى الأحزاب الخضر. بالإضافة إلى أن نظام المنطقة الأحيائية نشأ عنه حركة مستدامة. وغالبًا ما تستخدم الحركات الخضراء مبادئ المنطقة الأحيائية والتي تعارض المنظمات السياسية التي تلتزم حدودها بحدود الدوائر الانتخابية. ونتج عن هذه المشكلة تصويت الممثلين المنتخبين وفقًا للدوائر الانتخابية وقد يعيش بعضهم خارج المنطقة الأحيائية المحددة وربما يكونون في غير صالح المنطقة الأحيائية.
على المستوى المحلي تعقد بعض المناطق الأحيائية مؤتمرات بصورة منتظمة، على سبيل المثال، تستضيف المنطقة الأحيائية لهضبة أوزارك المؤتمر السنوي لمجتمع منطقة أوزارك, وغالبًا ما تكون في أول عطلة نهاية أسبوع لشهر أكتوبر. تم تأسيس مستجمع مياه منطقة كنساس "KAW"في عام 1982 ويعقد لقاءات منتظمة منذ ذلك الحين. ويعقد لقاءً سنويًا يكون في الربيع عادة.